# Benton (Nuevo Hampshire)
Benton es un pueblo ubicado en el condado de Grafton en el estado estadounidense de Nuevo Hampshire. En el Censo de 2010 tenía una población de 364 habitantes y una densidad poblacional de 2,91 personas por km².

## Geografía
Benton se encuentra ubicado en las coordenadas 44°2′10″N 71°50′47″O / 44.03611, -71.84639. Según la Oficina del Censo de los Estados Unidos, Benton tiene una superficie total de 125.24 km², de la cual 124.65 km² corresponden a tierra firme y (0.48%) 0.6 km² es agua.

## Demografía
Según el censo de 2010, había 364 personas residiendo en Benton. La densidad de población era de 2,91 hab./km². De los 364 habitantes, Benton estaba compuesto por el 96.7% blancos, el 0% eran afroamericanos, el 0% eran amerindios, el 0.55% eran asiáticos, el 0% eran isleños del Pacífico, el 0.55% eran de otras razas y el 2.2% pertenecían a dos o más razas. Del total de la población el 1.1% eran hispanos o latinos de cualquier raza.